# Yoshikazu Minami (joueur de shogi)
Pour les articles homonymes, voir Minami (homonymie) et Yoshikazu Minami.
Yoshikazu Minami est un joueur de shōgi professionnel japonais né le 8 juin 1963 à Kishiwada dans la préfecture d'Osaka.
Minami a remporté les titres majeurs de Kisei (deux fois), de Kio (deux fois) et de Osho (trois fois).

## Biographie et carrière
Yoshikazu Minami est né en juin 1963 à Kishiwada.
Il est devenu professionnel en janvier 1981 et  a été classé 9e dan à partir de février 1989..
Il a remporté :
- trois fois le titre de Kio : en 1988 contre le Meijin Koji Tanigawa, en 1989 contre Yasuharu Oyama et en 1990 contre Kunio Yonenaga ;
- deux fois le titre d'Osho : en 1987 contre Osamu Nakamura et en 1988 contre Akira Shima ;
- deux fois le titre de Kisei : en 1987 (2e semestre) contre Kiyozumi Kiriyama et au 1er semestre 1991 contre Nobuyuki Yashiki.

Minami a été finaliste de la coupe NHK en 1990.